# Solariella pourtalesi
Solariella pourtalesi är en snäckart som beskrevs av Clench och Carlos Guillermo Aguayo 1939. Solariella pourtalesi ingår i släktet Solariella och familjen pärlemorsnäckor. Inga underarter finns listade i Catalogue of Life.